# Ghetto Bill
| Recensione | Giudizio |
| ---------- | -------- |
| AllMusic   | [ 1 ]    |
| RapReviews | [ 2 ]    |

Ghetto Bill: The Best Hustler in the Game è il dodicesimo album del rapper statunitense Master P, pubblicato nel 2005.

## Tracce
1. Best Hustler – 5:02
2. I Ain't Play'n – 3:06
3. Let Me See It (featuring C-Los, Pop, Black, Lil' D, Tank & Ruga) – 4:18
4. Shut It Down (featuring Slim Thug) – 2:50
5. Feel Me (featuring Pop) – 2:41
6. I Need Dubs (featuring Lil' Romeo) – 4:01
7. I'm Alright – 2:46
8. Shake What Ya Got (featuring C-Los, Black, Tank & Pop) – 3:49
9. Love Hate (featuring Halleluyah) – 3:05
10. My Dogs – 2:23
11. Whole Hood – 3:09
12. I'm a Gangsta (featuring Dino, Hallelujah, Pop, Ruga) – 3:09
13. Yappin' (featuring Young Buck) – 4:29
14. It's All Good (featuring Ashleey) – 3:51
15. Get the Party Crackin (featuring Silkk the Shocker, Halleluyah, Ruga) – 4:37
16. Respect My Game – 3:10
17. Hood Starr (featuring Lil' D, C-Los, Tank, Black) – 4:01
18. Thug Chick (featuring Halleluyah) – 3:13
19. Dope Mann – 3:33
20. There They Go (featuring Drumma Boy) – 3:17

## Classifiche
| Classifica (2005)         | Posizione massima |
| ------------------------- | ----------------- |
| Stati Uniti               | 39                |
| US Independent Albums     | 1                 |
| US Top R&B/Hip-Hop Albums | 12                |